# Siphonochilus rhodesicus
Siphonochilus rhodesicus là một loài thực vật có hoa trong họ Gừng. Loài này được Thore Christian Elias Fries miêu tả khoa học đầu tiên năm 1916 dưới danh pháp Kaempferia rhodesica. Năm 1984, John Michael Lock chuyển nó sang chi Siphonochilus.